# Angélica María
Hartman  Ortiz est un nom espagnol. Le premier nom de famille, en général paternel, est Hartman ; le second, en général maternel, souvent omis, est Ortiz.
 (mai 2014).
Si vous disposez d'ouvrages ou d'articles de référence ou si vous connaissez des sites web de qualité traitant du thème abordé ici, merci de compléter l'article en donnant les références utiles à sa vérifiabilité et en les liant à la section « Notes et références ».
Angélica María, de son nom complet Angélica María Hartman Ortiz (également désignée par le surnom de La Novia de México), née à La Nouvelle-Orléans (États-Unis) le 27 septembre 1944, est une actrice et chanteuse d'origine américaine ayant fait carrière au Mexique.
Elle est considérée comme une icône de la première vague rock ‘n’ roll mexicaine et de l’époque dorée du cinéma mexicain

## Biographie
Angélica María naît à La Nouvelle-Orléans, en Louisiane, d'Arnold Hartman, entrepreneur et producteur de théâtre américain et de Angélica de Jesús Ortiz Sandoval. Alors qu'elle est âgée de cinq ans, ses parents divorcent et sa mère s'installe avec elle à Mexico.
Sa fille, Angélica Vale, est également actrice et chanteuse.

## Filmographie partielle

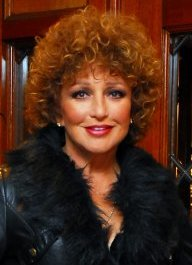
Angélica María en 2010.

### Cinéma
- 1950 : Pecado : Miguelito
- 1950 : Una mujer decente : Hijito de Rosa
- 1950 : La hija de la otra : Lupita pequeña
- 1950 : Los amantes : Gloria
- 1950 : Fierecilla : Rosita niña
- 1951 : Sígueme corazón : María Luisa
- 1951 : Mi esposa y la otra : Carmelita
- 1951 : Dos caras tiene el destino : Rosa María
- 1951 : La ausente : Rosita
- 1952 : Secretaria particular : Venus
- 1952 : La Cobarde : Rosa María
- 1952 : Sucedió en Acapulco : Niña empleada por chantajistas
- 1954 : Los gavilanes : Florecita
- 1955 : Sublime melodía : Clarita
- 1956 : El buen ladrón : Angélica
- 1956 : Música de siempre : Bailarina
- 1957 : Flores para mi general : Rosa María
- 1959 : Aventuras de la pandilla : La Cachuquis
- 1959 : La pandilla en acción
- 1959 : La pandilla se divierte
- 1959 : Triunfa la pandilla
- 1961 : Las hijas del Amapolo
- 1961 : Muchachas que trabajan : Tere
- 1962 : Bajo el manto de la noche : Margot
- 1962 : El Señor Tormenta : Rosita
- 1962 : Tormenta en el ring : Rosita
- 1962 : El cielo y la tierra : Marisa
- 1962 : Mi vida es una canción : Marta
- 1962 : Los signos del zodiaco : Sofía
- 1963 : Adorada Enemiga
- 1963 : Vivir de sueños : María
- 1963 : Mi alma por un amor : Marga
- 1963 : La sombra de los hijos : Nora
- 1963 : Napoleoncito : Rosita
- 1964 : El gángster
- 1964 : Mi héroe : Mané
- 1964 : Perdóname mi vida : Dina
- 1965 : Fray Torero
- 1966 : Sólo para tí : Elena Montero
- 1966 : Me quiero casar
- 1967 : 5 de chocolate y 1 de fresa : Esperanza/Brenda/Domitila
- 1967 : Corazón salvaje
- 1968 : Romeo contra Julieta
- 1968 : Como perros y gatos
- 1968 : El cuerpazo del delito
- 1968 : Somos novios
- 1969 : Alguien nos quiere matar : Carlota
- 1970 : Ya se quién eres (te he estado observando) : Rosalba
- 1971 : La verdadera vocación de Magdalena : Magdalena, "Magui"/"Irene Durán"
- 1972 : Entre monjas anda El Diablo : María
- 1972 : ¡Quiero vivir mi vida! : Lucía
- 1972 : El Premio Nobel del amor : Leonarda Tomasa Isaaca
- 1974 : Yo amo, tu amas, nosotros...
- 1977 : Penthouse de la muerte
- 1978 : La guerra de los pasteles
- 1984 : Le Tueur (Matar a un extraño) de Juan López Moctezuma : Christina Carver
- 2002 : ¿Qué me va a hacer? (court-métrage)
- 2003 : Sea of Dreams : Rina
- 2007 : Huevos revueltos (moyen-métrage)
- 2010 : Anos Despues
- 2010 : Salsa Tel Aviv
- 2019 : Como caído del cielo : elle-même

### telenovelas
- 1969 : Muchacha italiana viene a casarse de Miguel Larrarte : Valeria Donatti
- 1971 : Muchacha italiana viene a casarse d'Alfredo Saldaña et d'Ernesto Alonso
- 1999 : Rosalinda
- 2007 : Muchachitas como tú
- 2010-2011 : Aurora
- 2011-2012 : La casa de al lado
- 2012-2013 : Qué bonito amor
- 2016 : Graves

## Chanson
Elle chante de multiples reprises dont Ya Mustapha (en 1983) et Historia de un amor.
- 1962 : Angélica María
- 1962 : Angélica María Vol.2
- 1963 : Angélica María Vol.3
- 1964 : Angélica María Vol.4
- 1965 : Angélica María Vol.5
- 1965 : Perdoname Mi Vida Angélica María y Alberto Vázquez (Soundtrack) (EP)
- 1966 : Cantos De Navidad (single)
- 1966 : La Novia De La Junventud Angélica María con Los Rebeldes del Rock
- 1966 : Angélica María Vol.6
- 1967 : Angélica María Vol.8
- 1967 : Me Quiero Casar Angélica María y Alberto Vázquez (Soundtrack) (EP)
- 1968 : Cuando me enamoro
- 1968 : Angélica Y Armando Angélica María y Armando Manzanero
- 1968 : Cinco De Chocolate Y Uno De Fresa (Soundtrack) (EP)
- 1969 : Somos Novios (Corazón Contento) Angélica María, Palito Ortega y Armando Manzanero (Soundtrack) (EP)
- 1969 : La Paloma
- 1970 : El Primer Amor
- 1971 : Angélica María 1971
- 1972 : El Primer Nobel Amor Angélica María y Roberto Jordán (Soundtrack) (EP)
- 1972 : Angélica María 1972'
- 1973 : Tonto
- 1973 : Por Nosotros Angélica María y Roberto Jordán (single)
- 1974 : Voy A Escribirte Una Carta
- 1974 : Yo Amo, Tu Amas, Nosotros... (EP)
- 1974 : Gigi Theatre (single)
- 1974 : Ana Del Aire (EP)
- 1974 : ¿Donde Estas Vidita Mia?
- 1975 : Una Muchach Igual Que Todas
- 1976 : Tranpas Para Un Amor Angélica María y Raúl Vale (Soundtrack) (EP)
- 1976 : Angélica María Con El Mariachi Mexico
- 1976 : Ha Nacido Mi Niña (EP)
- 1976 : Angélica María Con Mariachi
- 1977 : Papacito Piernas Largas Theatre (single)
- 1977 : Angélica María 1977
- 1979 : Cuanto Habla El Corazon
- 1979 : Angélica María y Raúl Vale
- 1980 : Loving in the Moonlight
- 1980 : Confia en Mi
- 1981 : Y la sentir de Juan Gabriel
- 1983 : La magia de Angélica María
- 1983 : Sera lo que sera
- 1984 : Cantar es siempre amor
- 1985 : Revelaciones
- 1986 : El Hombre de Mi Vida
- 1988 : Una Estrella
- 1989 : Pero Amanecio
- 1990 : Reina y Cenicienta
- 1990 : Mom loves Rock
- 1992 : Revolution
- 1993 : Las Grandes de Rock
- 1994 : Gracias
- 1996 : La viuda Alegre
- 1998 : Island with babies
- 1999 : Mis Exitos
- 2000 : Sabor a Nada
- 2002 : Bring me the Phone
- 2003 : Bring me the phone... en espanol
- 2004 : Boleros Reloaded
- 2006 : Amor del Bueno
- 2007 : Estrella mia
- 2008 : Por Supuesto
- 2009 : Que Emane
- 2010 : Ven A Mi Soledad
- 2013 : Con Tu Amor
- 2013 : With Your Love

## Prix et récompenses
Angélica María a reçu un Latin Grammy Award en 2008 dans la catégorie Excellence musicale.

## Source
- (en) Cet article est partiellement ou en totalité issu de l’article de Wikipédia en anglais intitulé « Angélica María » (voir la liste des auteurs).